# Basilio Gurrea
Basilio Gurrea Cárdenas (Logroño, 1875 - Logroño, 5 de agosto de 1936) fue un médico odontólogo y político republicano español.
Desde 1902 participaba en la vida política municipal dentro del republicanismo más moderado. Miembro del Partido Republicano Radical, más tarde del Partido Reformista y, por último, de Derecha Liberal Republicana, fue en tres ocasiones elegido concejal del Ayuntamiento de Logroño (1902, 1912 y 1931). El 5 de septiembre de 1932 fue elegido Alcalde de la ciudad, cesando en 1934. Con la victoria del Frente Popular, recuperó la alcaldía en 1936. Con el golpe de Estado que dio lugar a la Guerra Civil fue detenido el 19 de julio y fusilado por los sublevados en las tapias del cementerio de la ciudad.
Gurrea era amigo del general Mola, el jefe de la sublevación en la zona norte, ya que Mola había pasado muchos años en Logroño y era paciente suyo. Cuando fue trasladado detenido a Pamplona Mola se negó a verlo. Fue ejecutado en Logroño el 7 de agosto, no el 5, según Paul Preston.